# Final da História
Final da História é uma canção da cantora brasileira Priscilla Alcantara. Foi lançada como single junto a canção "Linda Bagunça" de seu EP O Final da História de Linda Bagunça. A canção ganhará, também, uma versão acústica.

## Videoclipe
O videoclipe da canção ganhou um teaser oito dias antes do lançamento do EP que contém a faixa e foi lançado em 30 de setembro de 2019. No vídeo, Priscilla traz um conceito bem mais moderno, minimalista e com pegada futurística. A ideia foi personificar suas emoções, principalmente em um embate entre a razão e a fé. "A letra da música fala desde quando eu produzi Gente, o que isso causou em mim e nas pessoas, o que eu achei que faltava para chegar nesse ponto de lançar esse bundle. Essa música apresenta qual é o meu final da história para todas essas questões que eu levantei no meu último álbum", explica ela.

## Composição
“É onde eu discorro sobre todo o meu processo. A letra da música fala desde quando eu produzi Gente, o que isso causou em mim e nas pessoas, o que eu achei que faltava para chegar nesse ponto de lançar esse bundle. Essa música apresenta qual é o meu final da história para todas essas questões que eu levantei no meu último álbum”, disse Priscilla Alcantara ao Portal Popline.

## Lista de faixas
| Streaming e download digital |                                |                     |         |  |
| N.º                          | Título                         | Compositor(es)      | Duração |  |
| 1.                           | "Final da História"            | Priscilla Alcantara | 3:17    |  |
| 2.                           | "Final da História (acústico)" | Alcantara           | 4:06    |  |

## Créditos
- Priscilla Alcantara - Composição e vocal
- Johnny Essi - Produção